# 偽関節

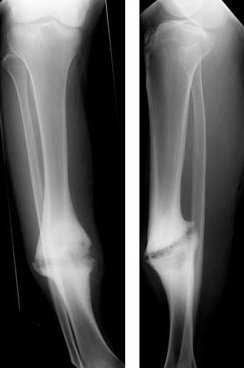
偽関節

偽関節（ぎかんせつ、英語: nonunion）とは骨折部の骨癒合プロセスが完全に停止したものをいう。骨折の重篤な後遺症のひとつである。骨折部の不安定、血行不良、骨癒合の始めに形成される血腫の流出、糖尿病などの疾患などにより発生する。偽関節では骨折端の間が結合組織で埋められ、また異常可動性が認められる。
偽関節に対して、骨癒合プロセスが遅れてはいるが停止していない状態を遷延治癒（せんえんちゆ、delayed union）と呼ぶ。
一般的に、受傷後6ヶ月経過しても異常可動性が明らかな場合は偽関節と見なされ、外科手術の対象となることが多い。

## 偽関節の発生原因
骨癒合のプロセスは概ね以下のとおりである。
1. 骨折部に血液やリンパ液が出て、骨片と骨片の間に血腫と浮腫がつくられる。ここに炎症反応が生じ、肉芽組織がつくられる。
2. 新生された血管が肉芽組織に入り込み、線維組織や軟骨組織、未熟な骨組織がつくられる（これらを仮骨と呼ぶ）。
3. 石灰塩の沈着が進み、成熟した骨組織に変わってゆく。
4. 仮骨の吸収や転化が進み、日常生活に適した形態に戻ってゆく。

したがって、初めに形成される血腫が流出すると骨癒合が進行しない。また、骨折部に圧迫力以外の力（屈曲力、剪断力、捻転力あるいは牽引力）が加わると骨癒合の妨げとなる。局所的な原因としては他に骨片の欠損や血行不良があげられる。
全身性疾患は骨癒合に不利な要因であり、内分泌障害とくに糖尿病は偽関節の原因となり得る。また、栄養障害も同様に偽関節の原因となることがあるため、注意が必要である。